# Justin Olam

a Compétitions nationales et continentales officielles uniquement.

b Matchs officiels uniquement.
Justin Olam, né le 23 décembre 1993 à Simbu (Papouasie-Nouvelle-Guinée), est un joueur de rugby à XIII papou évoluant au poste d'ailier ou centre dans les années 2010 et 2020.
Il fait ses débuts en National Rugby League (« NRL ») avec le Storm de Melbourne lors de la saison 2018. Il remporte la National Rugby League en 2020.

## Palmarès
- Collectif :
  - Vainqueur de la National Rugby League : 2020 (Melbourne).
  - Finaliste de la National Rugby League : 2018[1] (Melbourne).

- Individuel :
  - Élu meilleur centre de la National Rugby League : 2021 (Melbourne).